# Спатифілум
Спатифілум (Spathiphyllum) — рід багаторічних вічнозелених рослин родини кліщинцевих (Araceae), деякі представники — популярні кімнатні рослини.
Назва роду походить від двох грецьких слів: σπάθη (spathe) — «приквіток» і φύλλον (phyllon) — «лист».
Ареал роду розірваний. Більшість видів неотропічні й тільки три зустрічаються в Старому Світі. Поширені від Центральної Америки (Мексика, Беліз, Коста-Рика, Сальвадор, Гватемала, Нікарагуа, Панама) до Південної Америки (Тринідад і Тобаго, Французька Гвіана, Гаяна, Суринам, Венесуела, Колумбія, Еквадор, Перу, Бразилія). У Старому Світі ареал включає Філіппіни, Молуккські острови, Сулавесі, Нову Гвінею, Палау, Нову Британію і Соломонові острови.
Рослини роду ростуть у вологих і болотистих лісах, уздовж річок і струмків.